# Takagi Wataru
Takagi Wataru (高木 渉 (Cao Mộc Thiệp) Takagi Wataru, sinh ngày 25 tháng 7 năm 1966) là một seiyu và diễn viên đến từ Chiba.
Ông được biết đến nhiều khi lồng tiếng cho trung sĩ cùng tên và cậu bé Kojima Genta  trong phim Thám tử lừng danh Conan, After War Gundam X (vai Garrod Ran), One Piece (vai Vander Decken IX), Beast Wars: Transformers (vai Cheetas), Great Teacher Onizuka (Eikichi Onizuka), Doraemon (vai Thầy giáo), Naruto (vai Obito Uchiha), phim thứ 5 GeGeGe no Kitaro (vai Nezumi Otoko), Yes! PreCure 5 (vai Bunbee) và loạt phim JoJo no Kimyō na Bōken (vai Okuyasu Nijimura). Takagi là diễn viên đóng vai Metal Dopant trong Kamen Rider W, vai Hammer Head trong One Punch Man